# ヒョウモンガメ
ヒョウモンガメ（Stigmochelys pardalis）は、爬虫綱カメ目リクガメ科ヒョウモンガメ属（ヤブガメ属とする説もあり）に分類されるカメ。本種のみでヒョウモンガメ属を構成する。

## 分布
アンゴラ南西部、ウガンダ、エチオピア南部、ケニア、ザンビア東部、ジブチ、ジンバブエ、スーダン南部、エスワティニ、ソマリア、タンザニア、ナミビア、ボツワナ、マラウイ、南アフリカ共和国、モザンビーク南部、レソト

## 形態
最大甲長70.5センチメートル。雌雄で甲長は変わらない。背甲はドーム状に盛り上がる。甲板は孵化直後からある甲板（初生甲板）周辺に成長輪が明瞭で（老齢個体では摩耗して不明瞭な個体もいる）、初生甲板を中心に盛り上がる傾向がある（飼育個体で顕著）。項甲板がない。縁甲板外縁は尖らず、前端と後端がやや張り出してわずかに反りかえる。左右の第12縁甲板は癒合する。背甲や腹甲の色彩は黄色や黄褐色、褐色で、背甲には初生甲板を除いて黒や暗褐色の細かい斑紋が入る。種小名pardalisは「ヒョウ（豹）の」の意で、背甲に入る斑紋に由来し和名や英名（leopard=ヒョウ）と同義。この模様は草原では保護色になると考えられている。
背甲と腹甲の継ぎ目（橋）は幅広く、2枚の腋下甲板と1枚の鼠蹊甲板がある。
腹甲はやや大型。喉甲板は突出せず、分厚い。左右の肛甲板の間には深い切れ込みが入る。腹甲には不規則な暗色斑が入る個体もいる。
頭部はやや小型で、吻端は突出しない。上顎の先端は鉤状に尖り、三又（突起が1つの個体や尖らない個体もいる）。前額板は大型で1-2枚。額板がない。前額板を除いて頭部は不規則な小型鱗で覆われる。前肢前部はやや尖った大型鱗が3-4列に重ならずに並ぶ。後肢と尾の間には2-3個の先端が丸い大型鱗が並ぶ。頭部や頸部、四肢、尾の色彩は黄褐色や淡黄色。
卵は長径4-5.2センチメートル、短径3.6-4.4センチメートルの楕円形か、直径3.5-4センチメートルの球形。孵化直後の幼体は背甲の暗色斑が規則的だが、成長に伴い細かく複雑になり全体的に暗色化する。幼体は腹甲の甲板の継ぎ目（シーム）やその周辺が暗色の個体が多い。
メスはオスに比べると背甲が幅広く甲高が高い。オスの成体は第12縁甲板の外縁が下方や内側へ向かい、腹甲の中央部がわずかに凹み左右の肛甲板の間の切れ込みが浅い弧状。尾がより太いうえに長く、尾を甲羅に収納した状態でも先端が第10-11縁甲板や後肢に達する。
メスの成体は第12縁甲板の外縁が後方に突出し、腹甲の中央部は凹まず左右の肛甲板の間の切れ込みがより深い。尾がより細いうえに短く、尾を甲羅に収納した状態では先端が第11縁甲板に達しない。

## 分類
以前は形態からインドホシガメやビルマホシガメに近縁と考えられ、リクガメ属Geochelone亜属とされていた。核DNAやミトコンドリアDNAの塩基配列を決定して分子解析を行い最大節約法や最尤法で系統樹を推定したところ、本種は同じアフリカ大陸に分布するヤブガメ属と単系統群を形成すると推定された。そのため本種をヤブガメ属に含める説もあったが、ヤブガメ属は甲長20センチメートル未満と小型であることや頭骨の差異を重視して、本種のみでヒョウモンガメ属を構成する説が有力である。本種とヤブガメ属からなる単系統群は、同じアフリカ大陸に分布するソリガメ属やヒラセリクガメ属からなる単系統群に近縁と推定されている。
ナミビア南部と南アフリカ共和国西部を除いた個体群を、亜種バブコックヒョウモンガメG. p. babcockiとして分割する説もある。一方で分布の境界線が不明瞭なこと、明確な識別形態がないこと、中間型の個体が多く広域分布することから、亜種を無効とする説が有力である。

## 生態
主にサバナ気候やステップ気候（砂漠気候や地中海性気候、西岸海洋性気候の地域にも生息する）で標高3,000メートル以下にあるイネ科の草本や低木からなる草原、サバンナ、乾燥林、有刺植物からなる低木林などに生息する。標高3,000メートルの高地に生息することから南アフリカ共和国ではMountain tortoiseとも呼称されるが、山地の斜面や森林、極端に乾燥した環境は好まない。行動圏は広く、行動圏を変える場合には20-50キロメートルの移動を行うこともある。乾季になると不活発になる。温帯域に分布する南部個体群は冬季になると茂みや岩、倒木の下、シロアリの古い蟻塚、他の動物などで休眠するが、気温が上昇すると日光浴をした後に活動することもある。
食性は植物食で、草、木の葉花、果実、多肉植物、キノコなどを食べる。大型哺乳類の骨を齧っていた例もある。
繁殖形態は卵生。繁殖期になると他個体に体当たりしたり、ひっくり返して争う（特にオス同士で顕著だが、オスがメスに交尾を迫る際やメスがオスを拒絶して争うこともある）。オスはメスを追跡し体当たりし、メスが動かなくなると鳴き声をあげながら交尾する。夏季や雨期に10-30センチメートルの穴を掘り、1回に5-30個の卵を年に5-7回に分けて産む。産卵の間隔は3週間から1か月。卵は178-485日で孵化する。

## 人間との関係
放牧や農地開発による生息地の破壊、野焼きや旱魃による乾燥化、土壌塩類の蓄積、食用やペット用の採集などにより生息数は減少している。
ペットとして飼育されることもあり、日本にも輸入されている。2000年代はアフリカから飼育下繁殖個体や養殖個体（卵を採集し飼育下で孵化させる）の流通量が増加し、2006年以降はアフリカ（ウガンダ、ザンビア、タンザニア、南アフリカ共和国、モザンビークなど）やエルサルバドルから主に飼育下繁殖個体や養殖個体が輸入されている。飼育下でも甲長40センチメートル以上に達する大型種のため、極めて大型のケージおよびそのケージ内の温度を維持する保温器具などが用意できない限り一般家庭での飼育には向かない。